# Iordan Letchkov
Iordan Letchkov (Sliven, Provincia de Sliven, Bulgaria, 9 de julio de 1967) es un exfutbolista búlgaro. Se desempeñaba en la posición de delantero.

## Selección nacional
Fue internacional con la selección de fútbol de Bulgaria en 45 ocasiones y marcó 5 goles. Debutó el 11 de octubre de 1989 en un encuentro ante la selección de Grecia que finalizó con marcador de 4-0 a favor de los búlgaros.
Participó en el mundial de Estados Unidos 1994 donde el equipo búlgaro logró su mejor performance en una copa del mundo, alcanzando el cuarto puesto. Letchov jugo los 7 partidos y anotó dos goles, uno a Grecia en fase de grupos y el gol de la victoria 2-1 frente a Alemania en cuartos de final. Jugo los 3 partidos de la Eurocopa 1996, donde su selección no paso la fase de grupos.

### Participaciones en Copas del Mundo
| Copa Mundial              | Sede           | Resultado  | Partidos | Goles |
| ------------------------- | -------------- | ---------- | -------- | ----- |
| Mundial de Fútbol de 1994 | Estados Unidos | 4.º Puesto | 7        | 2     |

### Participaciones en Eurocopa
| Eurocopa      | Sede       | Resultado    |
| ------------- | ---------- | ------------ |
| Eurocopa 1996 | Inglaterra | Primera fase |

## Clubes
| Club                  | País     | Año         |
| --------------------- | -------- | ----------- |
| O. F. C. Sliven       | Bulgaria | 1984 - 1991 |
| P. F. C. Sofia        | Bulgaria | 1991 - 1992 |
| Hamburgo S. V.        | Alemania | 1992 - 1996 |
| Olympique de Marsella | Francia  | 1996 - 1997 |
| Beşiktaş J. K.        | Turquía  | 1997 - 1998 |
| P. F. C. Sofia        | Bulgaria | 2001 - 2002 |
| O. F. C. Sliven       | Bulgaria | 2002 - 2004 |

## Palmarés

### Campeonatos nacionales
| Título             | Club            | País     | Año     |
| ------------------ | --------------- | -------- | ------- |
| Copa de Bulgaria   | O. F. C. Sliven | Bulgaria | 1989-90 |
| Liga A de Bulgaria | P. F. C. Sofia  | Bulgaria | 1991-92 |
| Copa de Turquía    | Beşiktaş J. K.  | Turquía  | 1997-98 |